# Kejserriget Japan
Kejserriget Japan (kyūjitai: 大日本帝國; shinjitai: 大日本帝国, romaji: Dai Nippon Teikoku), også kendt som Kejserlige Japan og det Japanske (Kejser)rige, var en japansk politisk statsdannelse, som fandtes i perioden fra meiji-restaurationen den 9. november 1867 til dets nederlag i 2. verdenskrig den 2. september 1945. Formelt ophørte det i 1947.
Den hurtige industrialisering og militarisering under parolen ”富国强兵” (Fukoku Kyōhei, ’berig landet, styrk hæren’) førte til, at Japan fra omkring århundredeskiftet udviklede sig til en stormagt. Højdepunktet opnåedes ved deltagelsen i Aksemagterne og besættelsen af en stor del af Asien og Stillehavsområdet. På højden af sin magt i 1942 regerede det japanske kejserrige over et landområde, som strakte sig over 7.400.000 km2, hvilket gør det til et af de største maritime imperier i historien.
Formelt var kejserriget ikke et imperium men indrettede sig i begyndelsen med en række lydstater på det asiatiske fastland. Efter flere omfattende militære fremgange under første halvdel af stillehavskrigen gik Japan for de senere besatte områders vedkommende over til militær kontrol og blev beskyldt for krigsforbrydelser mod de underlagte indbyggere inden for sit imperium. Efter militære nederlag og atombomberne over Hiroshima og Nagasaki kapitulerede Japan den 2. september 1945. Under den efterfølgende amerikanske besættelse udarbejdedes en ny forfatning, ifølge hvilken kejserens rolle begrænsede sig til at overvejende være af ceremoniel og repræsentativ art. Den amerikanske besættelse og genopbygningen af landet fortsatte langt ind i 1950-erne og lagde grunden til det moderne Japan.
Kejserne i denne periode, som gik over Meiji, Taisho og Showa perioderne, talte Mutsuhito, Yoshihito og Hirohito.